# Haroldius uenoi
Haroldius uenoi là một loài bọ cánh cứng trong họ Bọ hung (Scarabaeidae).